# De Burcht (Merchtem)

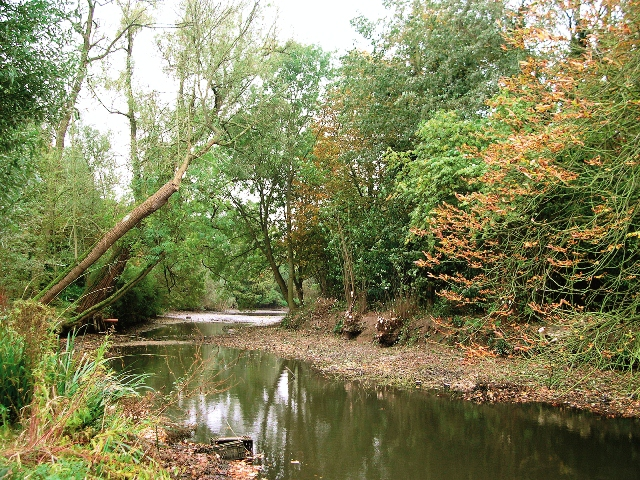
Gracht

De Burcht is een burchtsite in de Vlaams-Brabantse plaats Merchtem, gelegen aan Reedijk 10.

## Geschiedenis
Hier werd een motteburcht gebouwd die zeker tot begin 12e eeuw teruggaat. De burcht ligt aan de Grote Molenbeek die vanaf 1057 de grens vormde tussen het Graafschap Vlaanderen en het Graafschap Leuven (vanaf 1183: Hertogdom Brabant).
Tot omstreeks 1315 was Merchtem een leen van de Graaf van Leuven en in bezit van de familie Hobosch. Daarna leverde de familie Pipenpoy de heren van Merchtem. Het kasteel zou omstreeks 1580 zijn verwoest.
In 1768 liet Maria-Theresia Peeters, die vrouwe was van Merchtem, een kasteel bouwen op een omgrachte motte die ten noorden van de burcht was gelegen en bekend stond als den Bergh. De oude burchtmotte werd ingericht als lusttuin. In 1822 werd de motte afgevlakt en de grond kwam als landbouwgrond in gebruik.
In 1865 werd de motte verkocht aan kunstenaar Joseph Stallaert en deze liet er in 1833 een buitenhuis in cottagestijl bouwen.

## Domein
De ovaalvormige motte heeft een afmeting van 80 bij 140 meter. Deze is vrijwel geheel omgracht. De motte, waarop zich het buitenhuis bevindt, is sterk bebost.